# Epigynopteryx impunctata
Epigynopteryx impunctata är en fjärilsart som beskrevs av W. Warren 1898. Epigynopteryx impunctata ingår i släktet Epigynopteryx och familjen mätare. Inga underarter finns listade i Catalogue of Life.